# Phacopida
Phacopida — ряд трилобітів, що існував з ордовіку по девон. Вперше ряд виділений Салтером (Salter) в 1864 році (класифікація трилобітів за підсумками вивчення личинок була уперше запропонована Роу (Raw) в 1925 році).

## Опис

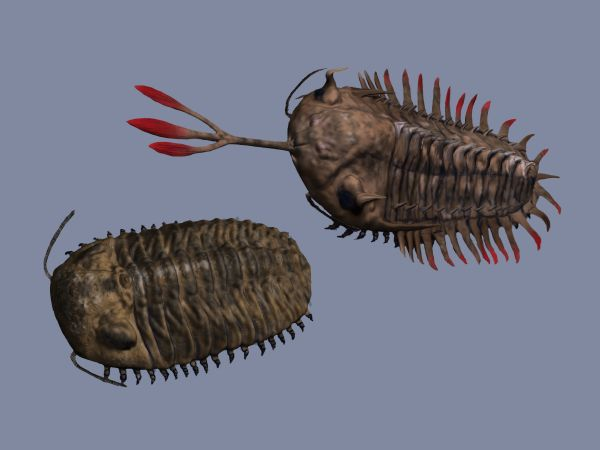
Реконструкції Phacops (Phacopidae, зліва) та Walliserops (Acastidae, справа)

У ряд Phacopida входить безліч різноманітних видів трилобітів, об'єднаних схожою особливістю розвитку личинки, особливо на стадії протаспис, коли личинка має шість парних шпильок (два з яких знаходяться на цефалоні). Phacopida мали від 8 до 19 грудних сегментів. Складні очі складались з приблизно 700 окремих лінз.
Eldredgeops rana (Phacopidae) і Dalmanites limulurus (Dalmanitidae) є двома з найвідоміших представників цього ряду. До інших відомих Phacopida належать Cheirurus (Cheiruridae), Deiphon (Cheiruridae), Calymene (Calymenidae), Flexicalymene (Calymenidae) and Ceraurinella (Cheiruridae).